# Jarjara
 (juillet 2020).
Un jarjara est un objet de culte de l'hindouisme utilisé dans le théâtre indien.
Il s'agit d'un mât spécial car dédicacé au dieu Indra. Il apporte la protection.